# Historyja Trzech Króli

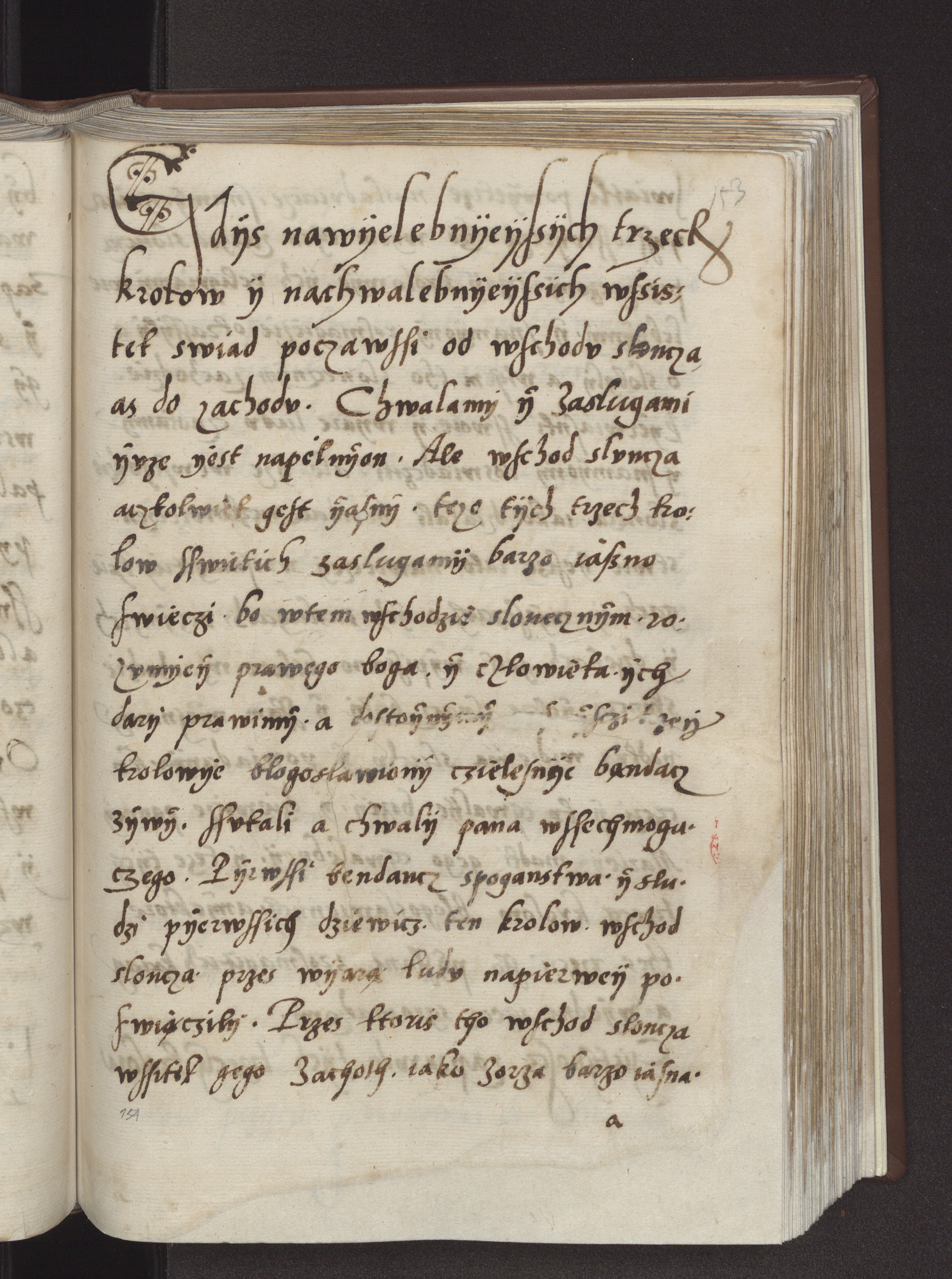
Pierwsza strona oryginalnego zapisu utworu

Historyja Trzech Króli (właśc. O chwalebnych Trzech Krolech)– polski prozatorski utwór literacki z przełomu XV i XVI wieku przedstawiający legendarne losy Trzech Króli.
W rękopisie na karcie tytułowej znajduje się wpis: […] Wtora część będzie o narodzeniu Syna Bożego. Tudzież o chwalebnych Trzech Krolech….
Utwór, pochodzący z końca XV lub początku XVI wieku, został w 1544 skopiowany przez Wawrzyńca z Łaska do kodeksu zawierającego również dwa inne utwory: Sprawa chędoga o męce Pana Chrystusowej i Ewangelia Nikodema. Historyja jest dokładnym przekładem łacińskiego dzieła Liber de gestis et translacionibus Trium Regum autorstwa Jana z Hildesheimu. Utwór ten opowiadał o legendarnych dziejach trzech mędrców, przybyciu do stajenki, złożeniu darów, a dodatkowo o relikwiach Trzech Króli, przechowywanych w Kolonii.
Kodeks zawierający Historyję Trzech Króli przechowywany jest w Bibliotece Narodowej w Warszawie (sygn. 3040 III). Dostępny jest też online w bibliotece Polona.

## Wydania
Najwcześniejsze wydania in print fragmentów tego zabytku autorstwa Wojciecha R. Rzepki oraz Wiesława Wydry pochodzą z lat 1984 (Chrestomatia staropolska) oraz 1996 (Cały świat nie pomieściłby ksiąg, najnowsze wydanie 2008).
W latach 2017-2025 trwały prace dwóch niezależnych poznańskich zespołów badawczych z Uniwersytetu im. Adama Mickiewicza nad wydaniem apokryfów staropolskich, w tym O chwalebnych trzech królach. Pierwszy to Początki języka polskiego i kultury religijnej w świetle średniowiecznych apokryfów Nowego Testamentu. Uniwersalne narzędzie do badań polskich tekstów apokryficznych pod kierownictwem prof. UAM dr hab. Doroty Rojszczak-Robińskiej w ramach grantu Narodowego Centrum Nauki SONATA Bis (nr 2017/26/E/HS2/00083), gdzie ukazało się pierwsze krytyczne wydanie online tego apokryfu (tak jak w przypadku większości edycji online - jest to wydanie "płynne", które może ulegać nieustannej aktualizacji i korekcie). W 2024 r. ukazała się natomiast pierwsza pełna edycja in print – w transliteracji i transkrypcji – O chwalebnych Trzech Krolech (gdzie jako autor podany jest Johannes de Hildesheim) autorstwa prof. dra hab. Wiesława Wydry i prof. UAM dra hab. Marka Osiewicza w ramach projektu Narodowego Programu Rozwoju Humanistyki (nr 11H16014484) Pięć apokryfów staropolskich. Sprawa chędoga o męce Pana Chrystusowej - Ewangelia Nikodema - Historia Trzech Króli - Żywot św. Anny - Historyja barzo cudna. Edycja tekstów pod kierownictwem dra hab. Rafała Wójcika.